# マーカス・ブラウン
マーカス・リカルド・ブラウン（Marcus Recardo Browne、1990年11月10日 - ）は、アメリカ合衆国のプロボクサー。ニューヨーク市スタテンアイランド出身。元WBA世界ライトヘビー級暫定王者。

## 来歴
2012年9月26日、オスカー・デ・ラ・ホーヤ率いるゴールデンボーイ・プロモーションズと有力マネージャーのアル・ヘイモンと契約。
2015年1月9日、ゴールデンボーイ・プロモーションズからプロモート権を破棄されたことで、同プロモーションを離脱しTGBプロモーションズに移籍した。
2015年9月12日、コネチカット州レッドヤードのフォックスウッズ・リゾート・カジノで元WBA世界ライトヘビー級王者ガブリエル・カンピージョと対戦し、初回55秒KO勝ちを収めた。
2016年4月16日、バークレイズ・センターでラディボェ・カライジッチとWBC全米ライトヘビー級王座決定戦を行い、8回2-1（74-76、76-74、76-75）76-75）の判定勝ちを収め王座を獲得した。
2019年1月19日、MGMグランド・ガーデン・アリーナでWBA世界ライトヘビー級王者ディミトリー・ビボルとWBA世界ライトヘビー級1位のバドゥ・ジャックとの指令試合の交渉決裂に伴うWBA世界ライトヘビー級暫定王座決定戦並びにWBC世界ライトヘビー級シルバー王座決定戦をWBA世界ライトヘビー級1位のバドゥ・ジャックと行い、12回3-0（117-110、116-111、119-108）の判定勝ちを収め王座を獲得しWBC王者オレクサンドル・グウォジクへの指名挑戦権を獲得した。
2019年8月3日、バークレイズ・センターでWBA世界ライトヘビー級15位のジャン・パスカルと対戦し、8回1分49秒0-3（3者共74-75）の負傷判定負けを喫し初防衛に失敗、王座から陥落した。
2021年12月17日、ベル・センターでWBC・IBF世界ライトヘビー級統一王者アルツール・ベテルビエフと対戦し、9回KO負けで王座獲得に失敗した。
2025年6月28日、プラス・ベルで1年8ヶ月ぶりの復帰戦としてオランレワジュ・ドゥロドラとWBCインターナショナルクルーザー級王座決定戦を行う予定だったが、非公表のメディカルチェックで問題が発生したため中止となった。

## 獲得タイトル
- WBC全米ライトヘビー級王座
- WBA世界ライトヘビー級暫定王座（防衛0）
- WBC世界ライトヘビー級シルバー王座

## 表彰
- 2017年度プレミア・ボクシング・チャンピオンズプロスペクト・オブ・ザ・イヤー[10]